# Cryphia medioalba
Cryphia medioalba là một loài bướm đêm trong họ Noctuidae.